# 鋼琴五重奏 (蕭士達高維契)
《g小調鋼琴五重奏》，作品57，是蘇聯作曲家蕭士達高維契其中一首著名的室內樂作品。本曲正如大多數的鋼琴五重奏，是創作給鋼琴與絃樂四重奏演出的作品。作品是為貝多芬弦樂四重奏所創作，於1940年11月23日在莫斯科音樂學院作首演，由作曲家及該團擔任。

## 背景
蕭氏自1940年夏季開始創作此曲，並於同年9月14日完成。經歷過1936年的風波後及藉第5號交響曲翻身後，使他在音樂創作上以平衡為主，盡量依從過往作曲家的傳統寫作手法來作曲，而這首曲亦不例外。主題清晰，旋律亦分明，首演時作品得到了不少的好評，可是在官方層面，卻出現了兩種不同的見解。其中有個別保守而作風強硬的蘇共領導，認為蕭氏的音樂雖然特別強調簡單直接的風格，卻同時仍然出現一些矯揉造作的和聲及聲音效果，不免覺得仍然隱藏著抽像的形式主義。而政府本身，亦對於室樂這類仍帶有資產階級化的活動煞有介事（但又未敢高調的禁止演奏這類音樂），不過，樂曲在1941年仍獲得了史達林獎。

## 配器
- 鍵盤樂器：鋼琴
- 絃樂器：第一小提琴、第二小提琴、中提琴、大提琴

## 結構
全曲共分為五個樂章，一般的演奏時間為30分鐘。
- 第1樂章：前奏曲，緩板（Lento）
- 第2樂章：賦格曲，慢板（Adagio）
- 第3樂章：詼諧曲，稍快板（Allegretto）
- 第4樂章：間奏曲，緩板（Lento）
- 第5樂章：終曲，稍快板（Allegretto）

## 樂譜
- Shostakovich, Dmitri (2005). Piano Quintet, op. 57. Vol. 99 from New Collected Works of Dmitri Shostakovich in 150 Volumes". Moscow: DSCH Society.